# Equinócito

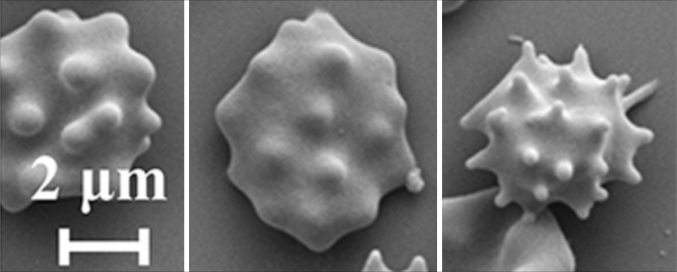
Microscopia eletrônica de varredura (MEV) de equinócitos.

Echinócito (da palavra grega echinos, que significa 'ouriço' ou 'ouriço do mar'), na biologia e na medicina humanas, refere-se  a um tipo de glóbulo vermelho que possui uma membrana celular anormal caracterizada por muitas projeções espinhosas pequenas e uniformemente espaçadas. Outro termo para essas células é células de rebarba (burr cells).

## Fisiologia
Os equinócitos são freqüentemente confundidos com acantócitos, mas o mecanismo de alteração da membrana celular é diferente. A equinocitose é uma condição reversível dos glóbulos vermelhos, frequentemente um artefato produzido pelo EDTA, que é usado como um anticoagulante em amostras de sangue.
Os equinócitos podem ser distinguidos dos acantócitos pela forma das projeções, que são menores, mais numerosas i  uniformemente espaçadas. Os equinócitos também exibem palidez central, ou clareamento da cor no centro da célula sob a coloração de Wright.

## Causas
Além de aparecer como um artefato de coloração ou secagem, os equinócitos estão associados a:
- Uremia e doença renal crônica
- Doença hepática (por exemplo, cirrose)
- deficiência de piruvato quinase
- hipofosfatemia
- hiperlipidemia
- Deficiência de fosfoglicerato quinase
- Malignidade disseminada
- Doenças mieloproliferativas
- Deficiência de vitamina E
- Pós-transfusão precoce de RBC

Essas células também já foram observadas  in vivo durante a hemodiálise e desaparecem ao final do procedimento. O nível de equinocitose parece estar relacionado ao aumento da viscosidade sanguínea que ocorre durante a hemodiálise.
A formação de equinócitos pode ser determinada por pulsos de campo elétrico. A corrente elétrica alternada produz modificações nas membranas das hemácias, atribuídas à diminuição da tonicidade, levando à transformação em equinócitos.